# Короткопёрый амотрет
Короткопёрый амотрет (лат. Ammotretis brevipinnis) — вид лучепёрых рыб из семейства ромбосолеевых. Распространены у юго-западного побережья Австралии. Максимальная длина тела 38 см.

## Описание
Тело высокое, сильно сжато с боков, умеренной длины. Высота тела составляет около 50 % стандартной длины тела. Длина головы составляет примерно 27 % длины тела. Чешуя очень мелкая, плотно сидящая, ктеноидная на глазной стороне тела, на слепой стороне тела циклоидная в передней части и ктеноидная в задней части; покрывает всю голову. Боковая линия с 84 чешуйками, хорошо развита на обеих сторонах тела, с небольшим изгибом над грудными плавниками; оканчивается на голове, но имеет короткое ответвление над верхним глазом. Маленькие глаза расположены на правой стороне тела, разделены небольшим промежутком. Окончание рыла вытянуто в крючковидный отросток, загнутый вниз перед ртом. Рот маленький, косой; длина верхней челюсти около 20 % длины головы, её окончание не доходит до низа нижнего глаза. Зубы мелкие, расположены на обеих челюстях узкой полосой. Спинной плавник с 69 мягкими лучами, начинается на окончании рыла и тянется до хвостового стебля; передние лучи не удлинённые. В длинном анальном плавнике 47 мягких лучей. Хвостовой плавник закруглённый. Спинной и анальный плавники не соединяются с хвостовым. В грудных плавниках по 10 лучей, но лучи грудного плавника на глазной стороне значительно длиннее таковых на слепой стороне; первый луч левого плавника с утолщённым кончиком. Брюшной плавник на глазной стороне тела с длинным основанием и 7 лучами, соединён мембраной с анальным плавником; на слепой стороне основание плавника короткое, в нём 5—6 лучей. Максимальная длина тела 38 см.
Глазная сторона тела буроватая с мелкими тёмными пятнышками. Широкие наружные края спинного, анального и хвостового плавников значительно темнее оснований плавников. У основания грудного плавника заметное большое чёрное пятно. Слепая сторона тела беловатая.

## Ареал и места обитания
Распространены у побережья юго-западной Австралии от залива Сент-Винсент и острова  Кенгуру до Албани. Обитают над песчаными грунтами на глубине от 10 до 50 м.